# Altgutnisch
Altgutnisch war die nordgermanische Sprache, die auf der Ostsee-Insel Gotland (Schweden) von 900 n. Chr. bis ins 17. Jahrhundert gesprochen wurde. Sie ist die hoch- und spätmittelalterliche Vorstufe des heutigen Gotländisch. Überliefert ist das Altgutnische hauptsächlich durch die Gutasaga (eine sagenhafte Geschichte der Einwohner Gotlands) und die Gutalag (das Recht der Gotländer). Hauptunterschied zwischen dem Altgutnischen und dem Altschwedischen sind die in ersterem erhaltenen Diphthonge, wo das festländische Ostnordisch jüngere Monophthonge aufwies, etwa altgutnisch auga, bain gegenüber altschwedisch ȫga, bēn („Auge, Bein“).

## Sprachliche Charakteristika
- Die altnordischen Diphthonge bleiben wie im Altwestnordischen, aber im Gegensatz zum Altostnordischen, bewahrt. Daher heißt es:

| Altgutnisch       | Schwedisch      | Deutsch |
| ----------------- | --------------- | ------- |
| stain [stain]     | sten [steːn]    | Stein   |
| gait [gait]       | get [jeːt]      | Geiß    |
| auga [ɑʊɣa]       | öga [ø:gɐ]      | Auge    |
| draumbr [drɑʊmbɾ] | dröm [drøm]     | Traum   |
| droyma [drɔyma]   | drömma [drømːɐ] | träumen |
| hoyra [hɔyɾa]     | höra [høːɾɐ]    | hören   |

- Altgutnisch ist im Bereich der Diphthonge konservativer als die vom altwestnordischen abstammenden Sprachen und hat das urnordische ai bewahrt, das im Altnordischen und Isländischen zu ei gehoben wurde. In den meisten Dialekten der ostnordischen Sprachen Schwedisch und Dänisch entwickelte er sich weiter zum Monophthong ē. Altgutnisches oy entspricht dem Altisländischen ey und dem Altnorwegischen öy, das in den meisten ostnordischen Dialekten zu ȫ monophthongiert wurde.
- Vor langem Konsonanten werden ai und au zu a monophthongiert, etwa baiþas (verlangen) gegenüber baddus (sie verlangten), dauþr (tot) gegenüber datt (totes [Neutrum]).
- Der altnordische, aus germanisch *ēo entstandene Diphthong iū entwickelte sich zum Triphthong iau: fliauga (schwedisch: flyga, deutsch: fliegen).
- Urnordisches u bleibt außer vor r erhalten und wird nicht wie meist im Schwedischen infolge von a-Umlaut zu o gesenkt: gutar (schwedisch: goter/gotlänningar, deutsch: Goten, Gotländer), Gutland (schwedisch und deutsch: Gotland), gutnisk (schwedisch: gotisk/gotländsk, deutsch: gotisch, gotländisch), sun (schwedisch: son, deutsch: Sohn), skut (schwedisch: skott, deutsch: Schuss), fulc (schwedisch: folk, deutsch: Volk), aber wie schwedisch ormar (Schlangen).
- Der i-Umlaut kommt häufiger als in den anderen ostnordischen Sprachen vor, etwa slegr (schwedisch: slag, deutsch: Schlag), segþi (schwedisch: sade, deutsch: sagte).
- Altgutnisch kennt ʀ-Umlaut (ʀ < germanisch *z), etwa in oyra (schwedisch: öra, deutsch: Ohr; < germ. *auzam-), ȳr (schwedisch: ur, deutsch: aus).
- Sowohl die westnordische Labialisierung von urnordisch i zu y vor ggw, ngw, nkw als auch deren ostnordische Brechung zu iu (sog. w-Brechung) fehlen: singa (schwedisch: sjunga, altdänisch: siunga, norwegisch: synge), sinka (schwedisch: sjunka, altdänisch: siunka, norwegisch: søkke).
- Altgutnisch neigt zu geschlossenen Vokalen, wo Altschwedisch offene hat, etwa ē, menn, segia, hīt, fȳþa (altschwedisch: ǣ, mænn, sæghia, hēt, fǿþa, deutsch: immer, Männer, sagen, hieß, ernähren).
- Sprossvokal macht sich erst spät bemerkbar, so heißt es noch maþr, wo altschwedisch schon länger maþer zeigt (neuschwedisch nach dem Plural ausgeglichen mann, deutsch: Mann).
- Als langes altnordisches ā ab 1200 in großen Teilen Skandinaviens zu [ɔ]ː, [oː] verdumpft wird, bleibt es auf Gotland als [ɑː] erhalten, etwa ār (schwedisch: år [oːr], deutsch: Jahr).
- v vor r schwindet wie im Altwestnordischen, beispielsweise in reka (schwedisch: vräka, norwegisch: reke, deutsch: etymologisch = rächen, semantisch = vertreiben, verwerfen, schütten).

## Verwandtschaftsverhältnisse
Infolge der Insellage Gotlands zeigt das Altgutnische erhebliche Unterschiede sowohl allgemein zu den altnordischen als auch speziell zu den altschwedischen Dialekten, so dass es als separater Zweig des Altnordischen betrachtet wird. Im 17. Jahrhundert ging das Altgutnische in die heutigen gotländischen Dialekte über, die seither zu den schwedischen Dialekten gerechnet werden.
Die Wortwurzel gut- ist identisch mit den Wurzeln got- und göt- (vgl. Götaland). Es wurde des Öfteren darauf verwiesen, dass die Sprache einige Gemeinsamkeiten mit dem Gotischen habe. Diese Gemeinsamkeiten haben die Sprachwissenschaftler Elias Wessén und Dietrich Hofmann dazu veranlasst, eine historische Kopplung vorzuschlagen. Dabei handelt es sich allerdings »nur« um gemeinsam erhaltene Merkmale wie die germanischen Diphthonge, wogegen Altgutnisch einerseits in seiner Gesamtstruktur und anderseits im Bereich der Neuerungen klar mit dem Nordgermanischen und besonders Ostnordischen zusammengeht. Es muss deshalb betont werden, dass Altgutnisch eine nord- und nicht eine ostgermanische Sprache ist. Einzelheiten hierzu siehe im Artikel Gotländisch.

## Sprachbeispiel
Altgutnisch
Þissi þieluar hafþi ann sun sum hit hafþi. En hafþa cuna hit huita stierna þaun tu bygþu fyrsti agutlandi fyrstu nat sum þaun saman suafu þa droymdi hennj draumbr. So sum þrir ormar warin slungnir saman j barmj hennar Oc þytti hennj sum þair scriþin yr barmi hennar. þinna draum segþi han firi hasþa bonda sinum hann riaþ dravm þinna so. Alt ir baugum bundit bo land al þitta warþa oc faum þria syni aiga. þaim gaf hann namn allum o fydum. guti al gutland aigha graipr al annar haita Oc gunfiaun þriþi. þair sciptu siþan gutlandi i þria þriþiunga. So at graipr þann elzti laut norþasta þriþiung oc guti miþal þriþiung En gunfiaun þann yngsti laut sunnarsta. siþan af þissum þrim aucaþis fulc j gutlandi so mikit um langan tima at land elptj þaim ai alla fyþa þa lutaþu þair bort af landi huert þriþia þiauþ so at alt sculdu þair aiga oc miþ sir bort hafa sum þair vfan iorþar attu.
Altwestnordisch
 Þissi Þjelvar hafði ann sun sum hít Hafði. En Hafða kuna hít Hvítastjerna. Þaun tú byggðu fyrsti á Gutlandi. Fyrstu nátt sum þaun saman sváfu þá droymdi henni draumr; só sum þrír ormar varin slungnir saman í barmi hennar, ok þýtti henni sum þair skriðin ýr barmi hennar. Þinna draum segði han firi Hafða bónda sínum. Hann raið draum þinna só: „Alt ir baugum bundit, bóland al þitta varða uk fáum þría syni aiga.“ Þaim gaf hann namn, allum ófýddum; Guti, al Gutland aiga; Graipr, al annar haita; ok Gunnfjaun þriði. Þair skiptu síðan Gutlandi í þría þriðjunga, só at Graipr þann eldsti laut norðasta þriðjung, ok Guti miðal þriðjung, en Gunnfjaun þann yngsti laut sunnarsta. Síðan, af þissum þrim aukaðis fulk í Gutlandi sum mikit um langan tíma at land elpti þaim ai alla fýða. Þá lutaðu þair bort af landi hvert þriðja þjauð só at alt skuldu þair aiga ok mið sír bort hafa sum þair ufan jorðar áttu.
Neuisländisch
Son hann Þjálfi átti sem hét Hafði. Og kona Hafða hét Hvítastjarna. þau tvö byggðu fyrst manna á Gotlandi. Fyrstu nótt sem þau þar saman sváfu þá dreymdi hana draum; sá hún þrjá orma vafðir saman í barmi hennar, og þótti henni sem þeir skriða niður barm hennar. Þennan draum sagði hún Hafða bónda sínum. Hann réð draum þann svo: „Allt er baugum bundið og verður allt land þitt búið og munum við þrjá syni eiga.“ Þeim gaf hann nöfn ófæddum, Goti sem Gotland á að eiga; Greipur sem annar hét; og Gunnfjón sá þriðji. Þeir skiptu síðan Gotlandi í þrjá þriðjunga, þá fékk Greipur sá elsti norður þriðjunginn, og Goti miðju þriðjunginn, en Gunnfjón sá yngsti fékk suður þriðjunginn. Seinna, af þessum þremur jókst eftir langan tíma svo fólk í Gotlandi það mikið að landið gat ekki öllum veitt fæði. Þá létu þeir fara burt af landi þriðja hvern þegn, og allt máttu þau eiga og með sér burt hafa sem ofanjarðar áttu.
Deutsche Übersetzung
Dieser Thielvar hatte einen Sohn der Hafthi hieß. Und Hafthis Ehefrau hieß Hvítastjarna (weißer Stern). Diese beiden waren die ersten Siedler auf Gotland. Als sie die erste Nacht auf der Insel übernachteten, träumte sie einen Traum, dass drei Schlangen in ihrem Schoß lagen, und sie dachte, dass sie aus ihrem Schoß glitten. Diesen Traum erzählte sie ihrem Ehemann Hafthi. Er deutete den Traum so: „Alles ist an Armringe gebunden und dein ganzes Land wird bewohnt werden und wir werden drei Söhne haben.“ Er gab den Ungeborenen die Namen, Goti, der Gotland besitzen sollte, Graip(ur) nannte er den zweiten und Gunnfjón den dritten. Sie teilten Gotland in drei Teile. Graip(ur) bekam als ältester den nördlichen Teil, Goti den mittleren und Gunnfjón als jüngster erhielt den südlichen Teil. Nach einer gewissen Zeit wurden ihre Nachfahren so zahlreich, dass das Land nicht alle ernähren konnte. Daher musste jeder dritte Einwohner die Insel verlassen. Sie durften alles, was sie besaßen mitnehmen, aber nicht das Land, welches sie besaßen.